# Teaterhøjskolen Rødkilde
Teaterhøjskolen Rødkilde, oprindeligt Rødkilde Højskole, er en dansk folkehøjskole i Rødkilde på Møn. Højskolen har, som navnet antyder, fokus på skuespil og teater.

## Historie
Skolen er grundlagt 1865 af Frede Bojsen. For at medvirke til folkets åndelige løftelse efter krigens tunge nederlag besluttede Frede Bojsen at grundlægge en folkehøjskole på Møn, hvor hans fader var blevet præst. Hans giftermål (han havde bryllup 26. juni 1865, men blev allerede enkemand 22. september 1866) gav ham dertil rige midler, og skolen åbnedes i oktober 1865 samt fik næste år en statelig bygning på Rødkilde i Stege Sogn, hvor Bojsen havde købt en stor gård. Bojsen ledede selv skolen i flere år, men måtte, da han var blevet folketingsmand, overgive ledelsen i andre hænder og overdrog 1873 skolen helt til en ny forstander, J.H. Andersen.
I 1905 vendte Frede Bojsen tilbage som forstander, og hans søster Jutta Bojsen-Møller blev skolens husmoder. I 1913 overtog Bojsens svigersøn Vagn Møller skolen og omdannede den 1936 til sygeplejehøjskole med Maria Madsen som forstander.
Aage Bojsen-Møller blev i 1951 ansat som lærer på Rødkilde Højskole, og da Aage Bojsen-Møller i 1962 blev forstander blev dens profil atter ændret, nu til naturhøjskole i 1981, hvilket den var de efterfølgende sytten år. 1985 gik Bojsen-Møller af som forstander, og siden 1998 har skolen været en teaterhøjskole.
- Statue af Frede Bojsen i skolens have

## Ledelse
Denne liste er ufuldstændig; hjælp gerne med at udfylde den.
- 1865-1869: Frede Bojsen
- 1869-1970: Andresen
- 1870-1871: Frede Bojsen
- 1871-1872: Søren M. Sørensen
- 1873-1874: Budstikke Bojsen
- 1874-1905: J.H. Andersen
- 1905-1909: Frede Bojsen
- 1909-1913: Morits Madsen
- 1913-1962: Vagn Møller
- 1962-1986: Aage Bojsen-Møller
- 1986-1987: Olav Liengård
- 1987-1995: Carl Holten-Andersen
- 1995-1998: Ingelise Petersen
- 1998-2003: Jane Ryborg
- 2003-2016: Bjarne Sloth Thorup
- 2016-2020: Victor Brix Marcussen
- 2020- : Henrik Kryschanoffsky & Stinne Vilde Vium